# Krypton 85
table
Le krypton 85, noté 85Kr, est l'isotope du krypton dont le nombre de masse est égal à 85 : son noyau atomique compte 36 protons et 49 neutrons avec un spin 9/2+ pour une masse atomique de 84,912 53 g/mol. Il est caractérisé par un excès de masse de −81 480,3 ± 2,0 keV et une énergie de liaison nucléaire par nucléon de 8 698,6 keV.
Le krypton 85 (85Kr) est un radioisotope du krypton. C'est un des 33 isotopes connus de cet élément. Un gramme de krypton 85 présente une radioactivité de 14,5 × 1012 Bq.
Il a une demi-vie de 10,756 ans et une énergie de désintégration de 687 keV.
Sa désintégration radioactive donne du rubidium 85, qui est un isotope stable.
Son mode de désintégration le plus commun (99,57 %) est par émission de particule bêta avec une énergie maximale de 687 keV et une énergie moyenne de 251 keV, suivie par l’émission de rayons γ d’énergie complémentaire au total de 687 keV. Le deuxième mode de désintégration le plus commun (0,43 %) est par émission de particule bêta (d’énergie maximale de 173 keV) suivie par l'émission de rayons γ (d'énergie minimale de 514 keV). Les autres modes de désintégration ont de très petites probabilités dans lesquels sont émis des rayons gamma moins énergiques,.
En termes de radiotoxicité, 440 Bq de krypton 85 sont équivalents à 1 Bq de radon 222, sans considérer le reste de la chaine de désintégration du radon.

## Présence dans l’atmosphère terrestre

### Production naturelle
Le krypton 85 est produit naturellement dans de petites quantités par l'interaction du rayonnement cosmique avec le krypton 84 stable dans l'atmosphère terrestre. Les sources naturelles maintiennent un stock d'équilibre d'environ 0,09 PBq dans l'atmosphère.

### Production anthropogénique
En 2009, le total dans l'atmosphère est évalué à 5 500 PBq en raison des sources anthropogéniques. À la fin de l'année 2000, ce total a été évalué à 4 800 PBq alors qu'en 1973, il était évalué à 1 961 PBq (53 MCi).
Il est produit en grande quantité par les utilisations que l'homme fait de la fission nucléaire, où il apparait comme un des principaux produits de fission à vie moyenne. Il peut ensuite être libéré dans l'atmosphère. La plus importante de ces sources anthropogéniques est le retraitement du combustible nucléaire,,. La fission nucléaire produit environ trois atomes de krypton 85 pour 1 000 fissions ; c'est-à-dire qu’il a un rendement de fission de 0,3 %. La quasi-totalité ou la majorité du krypton 85 produit est retenu dans les gaines de combustible nucléaire usées ; le combustible usé juste sorti d'un réacteur contient entre 0,13 à 1,8 PBq/Mg de krypton 85. Une partie de ce combustible usé est retraitée. Le retraitement nucléaire actuel fait s’échapper le krypton 85 gazeux dans l'atmosphère quand le combustible usé est dissout. Il serait possible en principe de capturer et stocker ce krypton comme un déchet nucléaire ou pour utilisation ultérieure. La quantité globale cumulée de krypton 85 issue de l'activité de retraitement a été estimée à 10 600 PBq à partir de 2000. Le stock mondial mentionné ci-dessus est plus petit que ce montant cumulé à cause de la décroissance radioactive (demi-vie d'environ 10 ans) ; une plus petite fraction est dissoute dans les océans profonds.
D'autres sources artificielles sont de petits contributeurs au total. Des tests d'armes nucléaires atmosphériques en ont produit environ de 111 à 185 PBq. L'accident de 1979 à la centrale nucléaire de Three Mile Island a libéré environ 1,6 PBq (43 kCi). La catastrophe de Tchernobyl a libéré environ 35 PBq, et l'accident de Fukushima a libéré environ de 44 à 84 PBq.
La concentration atmosphérique moyenne du krypton 85 était d’environ 0,6 Bq/m3 en 1976 et a augmenté à environ 1,3 Bq/m3 à partir de 2005,. Ceux-ci sont des valeurs moyennes globales approximatives ; les concentrations sont plus hautes localement autour des installations de retraitement nucléaires et sont généralement plus hautes dans l'hémisphère nord que dans l'hémisphère sud.
Pour un contrôle atmosphérique à grande échelle, le krypton 85 est le meilleur indicateur pour détecter des séparations de plutonium clandestines.
Le krypton 85 libéré augmente la conductivité électrique de l'air atmosphérique. On s'attend à ce que des effets météorologiques soient plus forts plus près de la source des émissions.